# Rhyacophila
Rhyacophila là một chi côn trùng thuộc bộ Cánh lông trong họ Rhyacophilidae.

## Các loài
- Rhyacophila abchasica
- Rhyacophila aberrans
- Rhyacophila accola
- Rhyacophila acraliodonta
- Rhyacophila acutiloba
- Rhyacophila adjuncta
- Rhyacophila ainola
- Rhyacophila aithra
- Rhyacophila alabama
- Rhyacophila albardana
- Rhyacophila alberta
- Rhyacophila alexanderi
- Rhyacophila alpina
- Rhyacophila alticola
- Rhyacophila altoincisiva
- Rhyacophila amabilis
- Rhyacophila amasarica
- Rhyacophila amblyodonta
- Rhyacophila amicis
- Rhyacophila anakbatukau
- Rhyacophila anakbuah
- Rhyacophila anakdjeram
- Rhyacophila anaksungai
- Rhyacophila anaktiongkok
- Rhyacophila anatina
- Rhyacophila ancestralis
- Rhyacophila angden
- Rhyacophila angelieri
- Rhyacophila angelita
- Rhyacophila angulata
- Rhyacophila annulicornis
- Rhyacophila antiope
- Rhyacophila aphrodite
- Rhyacophila apicalis
- Rhyacophila appalachia
- Rhyacophila appennina
- Rhyacophila aquitanica
- Rhyacophila arcangelina
- Rhyacophila arcella
- Rhyacophila ardala
- Rhyacophila arefini
- Rhyacophila argentipunctella
- Rhyacophila arhaviensis
- Rhyacophila armeniaca
- Rhyacophila arnaudi
- Rhyacophila articulata
- Rhyacophila arties
- Rhyacophila asahiensis
- Rhyacophila assimilis
- Rhyacophila atomaria
- Rhyacophila atrata
- Rhyacophila aurata
- Rhyacophila aureomaculata
- Rhyacophila aureostigma
- Rhyacophila autumnalis
- Rhyacophila avicularis
- Rhyacophila azumaensis
- Rhyacophila bacurianica
- Rhyacophila baibarana
- Rhyacophila bakurianica
- Rhyacophila balangshana
- Rhyacophila balcanica
- Rhyacophila balosa
- Rhyacophila banksi
- Rhyacophila banra
- Rhyacophila basalis
- Rhyacophila belona
- Rhyacophila betteni
- Rhyacophila bhotia
- Rhyacophila bhuchanadhara
- Rhyacophila bicolor
- Rhyacophila bicostata
- Rhyacophila bidens
- Rhyacophila biegelmeieri
- Rhyacophila bifida
- Rhyacophila bifila
- Rhyacophila bilobata
- Rhyacophila bivitta
- Rhyacophila blarina
- Rhyacophila blenda
- Rhyacophila bonaparti
- Rhyacophila borcka
- Rhyacophila bosnica
- Rhyacophila braaschi
- Rhyacophila brechlini
- Rhyacophila brevicephala
- Rhyacophila brevifurcata
- Rhyacophila brunnea
- Rhyacophila burmana
- Rhyacophila cameroni
- Rhyacophila carolae
- Rhyacophila carolina
- Rhyacophila carpenteri
- Rhyacophila castanea
- Rhyacophila cataractae
- Rhyacophila caussica
- Rhyacophila cedrensis
- Rhyacophila celata
- Rhyacophila cerita
- Rhyacophila chakungpa
- Rhyacophila chamolungpa
- Rhyacophila chandleri
- Rhyacophila chandragoupta
- Rhyacophila chandzo
- Rhyacophila changpa
- Rhyacophila chayulpa
- Rhyacophila chematangpa
- Rhyacophila chembo
- Rhyacophila chenmo
- Rhyacophila chilsia
- Rhyacophila chimdro
- Rhyacophila chirka
- Rhyacophila chomoyuma
- Rhyacophila choprai
- Rhyacophila chordata
- Rhyacophila chugalungpa
- Rhyacophila chulukpa
- Rhyacophila chumikpa
- Rhyacophila chungse
- Rhyacophila churongpa
- Rhyacophila cibinensis
- Rhyacophila clavalis
- Rhyacophila claviforma
- Rhyacophila clemens
- Rhyacophila coclearis
- Rhyacophila colonus
- Rhyacophila coloradensis
- Rhyacophila complanata
- Rhyacophila confinium
- Rhyacophila confissa
- Rhyacophila contorta
- Rhyacophila coreana
- Rhyacophila cornuta
- Rhyacophila crassa
- Rhyacophila crispa
- Rhyacophila cruciata
- Rhyacophila cuneata
- Rhyacophila cupressorum
- Rhyacophila curtior
- Rhyacophila curvata
- Rhyacophila dactyloidis
- Rhyacophila dafla
- Rhyacophila dakshi
- Rhyacophila darbyi
- Rhyacophila davao
- Rhyacophila delphinensis
- Rhyacophila denticulifera
- Rhyacophila depressa
- Rhyacophila dgaldanpa
- Rhyacophila diakoftensis
- Rhyacophila diffidens
- Rhyacophila dikkaravasini
- Rhyacophila dilatata
- Rhyacophila dirangpa
- Rhyacophila discoidalis
- Rhyacophila divaricata
- Rhyacophila doehleri
- Rhyacophila dolingpa
- Rhyacophila dolokana
- Rhyacophila donaldi
- Rhyacophila dongkyapa
- Rhyacophila dongre
- Rhyacophila donoana
- Rhyacophila dorje
- Rhyacophila dorsalis
- Rhyacophila drokpa
- Rhyacophila drosampa
- Rhyacophila drotangpa
- Rhyacophila dumogana
- Rhyacophila eatoni
- Rhyacophila ebria
- Rhyacophila ecosa
- Rhyacophila egijnica
- Rhyacophila elongata
- Rhyacophila esorima
- Rhyacophila euryphylla
- Rhyacophila evoluta
- Rhyacophila excavata
- Rhyacophila exilis
- Rhyacophila extensa
- Rhyacophila fagarashiensis
- Rhyacophila falcifera
- Rhyacophila falita
- Rhyacophila fansipana
- Rhyacophila fasciata
- Rhyacophila fenderi
- Rhyacophila fenestra
- Rhyacophila fischeri
- Rhyacophila flava
- Rhyacophila flaviventris
- Rhyacophila fletcheri
- Rhyacophila flinti
- Rhyacophila foliacea
- Rhyacophila fonticola
- Rhyacophila forcipulata
- Rhyacophila formosa
- Rhyacophila formosae
- Rhyacophila formosana
- Rhyacophila fragariae
- Rhyacophila furca
- Rhyacophila furcifera
- Rhyacophila fuscula
- Rhyacophila gelukpa
- Rhyacophila gemona
- Rhyacophila germana
- Rhyacophila glaberrima
- Rhyacophila glaciera
- Rhyacophila glareosa
- Rhyacophila gorgitensis
- Rhyacophila grahami
- Rhyacophila grandis
- Rhyacophila gudrunae
- Rhyacophila gyaldzen
- Rhyacophila gyamo
- Rhyacophila gyaspa
- Rhyacophila gyelbu
- Rhyacophila haddocki
- Rhyacophila hamifera
- Rhyacophila hamosa
- Rhyacophila hangnia
- Rhyacophila haplostephana
- Rhyacophila harmstoni
- Rhyacophila hayachiensis
- Rhyacophila hayakawai
- Rhyacophila hingstoni
- Rhyacophila hippocrepica
- Rhyacophila hirticornis
- Rhyacophila hoabinha
- Rhyacophila hoangliensis
- Rhyacophila hobsoni
- Rhyacophila hokkaidensis
- Rhyacophila hyalinata
- Rhyacophila hydaspica
- Rhyacophila imitabilis
- Rhyacophila immaculata
- Rhyacophila impar
- Rhyacophila implicata
- Rhyacophila inaequalis
- Rhyacophila inconspicua
- Rhyacophila incudis
- Rhyacophila inculta
- Rhyacophila insularis
- Rhyacophila intermedia
- Rhyacophila invaria
- Rhyacophila iranda
- Rhyacophila ishihanaensis
- Rhyacophila isolata
- Rhyacophila isparta
- Rhyacophila italica
- Rhyacophila itoi
- Rhyacophila janosi
- Rhyacophila javana
- Rhyacophila jayadurga
- Rhyacophila jenniferae
- Rhyacophila jewetti
- Rhyacophila jigme
- Rhyacophila jirisana
- Rhyacophila joani
- Rhyacophila joosti
- Rhyacophila kadampa
- Rhyacophila kadaphes
- Rhyacophila kadphises
- Rhyacophila kagyupa
- Rhyacophila kaltatica
- Rhyacophila kando
- Rhyacophila kangjongpa
- Rhyacophila kanichka
- Rhyacophila kardakoffi
- Rhyacophila karila
- Rhyacophila karpa
- Rhyacophila kashongpa
- Rhyacophila kawachenpa
- Rhyacophila kawamurae
- Rhyacophila kawaraboensis
- Rhyacophila kedara
- Rhyacophila kelnerae
- Rhyacophila kernada
- Rhyacophila khamakhya
- Rhyacophila khasiorum
- Rhyacophila khimbarpa
- Rhyacophila khiympa
- Rhyacophila kiamichi
- Rhyacophila kimminsi
- Rhyacophila kimminsiana
- Rhyacophila kincaidi
- Rhyacophila kisoensis
- Rhyacophila kiyosumiensis
- Rhyacophila kiyrongpa
- Rhyacophila kohnoae
- Rhyacophila kolymensis
- Rhyacophila kondratieffi
- Rhyacophila kownackiana
- Rhyacophila krauskasseggae
- Rhyacophila kubra
- Rhyacophila kumanskii
- Rhyacophila kumgangsanica
- Rhyacophila kunma
- Rhyacophila kuramana
- Rhyacophila kusang
- Rhyacophila kuwayamai
- Rhyacophila kyadongpa
- Rhyacophila kyimdongpa
- Rhyacophila kyungpa
- Rhyacophila labeculata
- Rhyacophila laevis
- Rhyacophila lambakanta
- Rhyacophila langdarma
- Rhyacophila laptsapa
- Rhyacophila lata
- Rhyacophila latitergum
- Rhyacophila laufferi
- Rhyacophila ledra
- Rhyacophila lenae
- Rhyacophila lepcha
- Rhyacophila lepnevae
- Rhyacophila lezeyi
- Rhyacophila lhabu
- Rhyacophila lhadzongpa
- Rhyacophila lhakpa
- Rhyacophila lhopa
- Rhyacophila lieftincki
- Rhyacophila ligifera
- Rhyacophila liliputana
- Rhyacophila lineata
- Rhyacophila lobifera
- Rhyacophila lobsang
- Rhyacophila longicuspis
- Rhyacophila longistyla
- Rhyacophila lonpo
- Rhyacophila loxias
- Rhyacophila lurella
- Rhyacophila lusitanica
- Rhyacophila macrorrhiza
- Rhyacophila madalensis
- Rhyacophila magnahamata
- Rhyacophila mahunkai
- Rhyacophila mainensis
- Rhyacophila maitripa
- Rhyacophila makiensis
- Rhyacophila malayana
- Rhyacophila malkini
- Rhyacophila manicata
- Rhyacophila manipuri
- Rhyacophila manistee
- Rhyacophila manlungpa
- Rhyacophila manna
- Rhyacophila manuleata
- Rhyacophila marcida
- Rhyacophila maritima
- Rhyacophila marpa
- Rhyacophila martynovi
- Rhyacophila mayaensis
- Rhyacophila mayestril
- Rhyacophila melli
- Rhyacophila melpomene
- Rhyacophila merangirana
- Rhyacophila meridionalis
- Rhyacophila meyeri
- Rhyacophila milarepa
- Rhyacophila milnei
- Rhyacophila mimiclaviforma
- Rhyacophila minor
- Rhyacophila minoyamaensis
- Rhyacophila minuta
- Rhyacophila mirabilis
- Rhyacophila mishmica
- Rhyacophila mjohjangsanica
- Rhyacophila mocsaryi
- Rhyacophila mongolica
- Rhyacophila monstrosa
- Rhyacophila montana
- Rhyacophila monyulpa
- Rhyacophila morettina
- Rhyacophila mortoni
- Rhyacophila mosana
- Rhyacophila motakanta
- Rhyacophila motasi
- Rhyacophila mroczkowskii
- Rhyacophila muktepa
- Rhyacophila multispinomera
- Rhyacophila munda
- Rhyacophila murhu
- Rhyacophila mycta
- Rhyacophila nabochepa
- Rhyacophila naga
- Rhyacophila nagaokaensis
- Rhyacophila nagongpa
- Rhyacophila nakagawai
- Rhyacophila nakpo
- Rhyacophila namgyal
- Rhyacophila nana
- Rhyacophila nanpingensis
- Rhyacophila narayani
- Rhyacophila narvae
- Rhyacophila naviculata
- Rhyacophila negrosana
- Rhyacophila neograndis
- Rhyacophila nephroida
- Rhyacophila netongpa
- Rhyacophila nevada
- Rhyacophila nevadensis
- Rhyacophila newelli
- Rhyacophila ngawang
- Rhyacophila ngorpa
- Rhyacophila ngulpa
- Rhyacophila nigra
- Rhyacophila nigrita
- Rhyacophila nigrocephala
- Rhyacophila nigrorosea
- Rhyacophila niizakiensis
- Rhyacophila nipponica
- Rhyacophila niwae
- Rhyacophila noeibia
- Rhyacophila norbu
- Rhyacophila norcuta
- Rhyacophila nubila
- Rhyacophila nyamangpa
- Rhyacophila nyelungpa
- Rhyacophila nyerongpa
- Rhyacophila nyerpa
- Rhyacophila nyukmadongpa
- Rhyacophila obelix
- Rhyacophila obliterata
- Rhyacophila obscura
- Rhyacophila obtusa
- Rhyacophila occidentalis
- Rhyacophila okuihana
- Rhyacophila ophrys
- Rhyacophila oreia
- Rhyacophila oreta
- Rhyacophila orghidani
- Rhyacophila orientalis
- Rhyacophila orobica
- Rhyacophila orthacantha
- Rhyacophila osellai
- Rhyacophila otica
- Rhyacophila pacata
- Rhyacophila pacifica
- Rhyacophila pallida
- Rhyacophila palmeni
- Rhyacophila parantra
- Rhyacophila paratecta
- Rhyacophila parilis
- Rhyacophila parva
- Rhyacophila pascoei
- Rhyacophila paurava
- Rhyacophila pellisa
- Rhyacophila pemba
- Rhyacophila pendayica
- Rhyacophila pepingensis
- Rhyacophila perda
- Rhyacophila perdita
- Rhyacophila peripenis
- Rhyacophila perplana
- Rhyacophila petersorum
- Rhyacophila philopotamoides
- Rhyacophila pichaca
- Rhyacophila pieli
- Rhyacophila pirinica
- Rhyacophila poba
- Rhyacophila polha
- Rhyacophila polonica
- Rhyacophila pongensis
- Rhyacophila porntipae
- Rhyacophila potteri
- Rhyacophila praemorsa
- Rhyacophila procliva
- Rhyacophila producta
- Rhyacophila pseudotristis
- Rhyacophila pubescens
- Rhyacophila pulchra
- Rhyacophila putata
- Rhyacophila quadrifida
- Rhyacophila quana
- Rhyacophila ramingwongi
- Rhyacophila ranga
- Rhyacophila ravizzai
- Rhyacophila rayneri
- Rhyacophila rectispina
- Rhyacophila relegata
- Rhyacophila relicta
- Rhyacophila retracta
- Rhyacophila reyesi
- Rhyacophila rhombica
- Rhyacophila rickeri
- Rhyacophila riedeliana
- Rhyacophila rima
- Rhyacophila robusta
- Rhyacophila rongpa
- Rhyacophila rotunda
- Rhyacophila rougemonti
- Rhyacophila ructicna
- Rhyacophila rupta
- Rhyacophila sakyapa
- Rhyacophila sanglungpa
- Rhyacophila satoi
- Rhyacophila sauwana
- Rhyacophila schismatica
- Rhyacophila schmidi
- Rhyacophila schmidinarica
- Rhyacophila scissa
- Rhyacophila scissoides
- Rhyacophila scotina
- Rhyacophila senggepa
- Rhyacophila sequoia
- Rhyacophila shakangpa
- Rhyacophila shekigawana
- Rhyacophila shenandoahensis
- Rhyacophila sherchokpa
- Rhyacophila sherpa
- Rhyacophila shikotsuensis
- Rhyacophila shingripa
- Rhyacophila shiraishiensis
- Rhyacophila sibirica
- Rhyacophila sicorensis
- Rhyacophila sierra
- Rhyacophila sikungpa
- Rhyacophila silinka
- Rhyacophila similis
- Rhyacophila simplex
- Rhyacophila simulatrix
- Rhyacophila sinensis
- Rhyacophila singularis
- Rhyacophila sinuata
- Rhyacophila soldani
- Rhyacophila soror
- Rhyacophila spinalis
- Rhyacophila spinata
- Rhyacophila spinosellata
- Rhyacophila spinulata
- Rhyacophila stankovici
- Rhyacophila starki
- Rhyacophila stenostyla
- Rhyacophila stigmatica
- Rhyacophila styligera
- Rhyacophila subovata
- Rhyacophila sumatrana
- Rhyacophila sumdopa
- Rhyacophila sutchanica
- Rhyacophila suthepensis
- Rhyacophila szeptyckii
- Rhyacophila tachikawana
- Rhyacophila tamalpaisi
- Rhyacophila tamdaoensis
- Rhyacophila tamdaona
- Rhyacophila tantichodoki
- Rhyacophila tarda
- Rhyacophila tarkiya
- Rhyacophila tashepa
- Rhyacophila tashidingpa
- Rhyacophila tecta
- Rhyacophila teddyi
- Rhyacophila tehama
- Rhyacophila tenebrosa
- Rhyacophila tengyelingpa
- Rhyacophila ternifolia
- Rhyacophila terpsichore
- Rhyacophila tetracantha
- Rhyacophila tetraphylla
- Rhyacophila thyridata
- Rhyacophila tolungpa
- Rhyacophila tonneri
- Rhyacophila torva
- Rhyacophila tosagan
- Rhyacophila tralala
- Rhyacophila transquilla
- Rhyacophila trashipa
- Rhyacophila trescaviscensis
- Rhyacophila triangularis
- Rhyacophila tricornuta
- Rhyacophila tridentata
- Rhyacophila trifasciata
- Rhyacophila triloba
- Rhyacophila trinacriformis
- Rhyacophila tristis
- Rhyacophila trulungpa
- Rhyacophila truncata
- Rhyacophila tsering
- Rhyacophila tshiringpa
- Rhyacophila tshogpa
- Rhyacophila tsiudmarpo
- Rhyacophila tsona
- Rhyacophila tsongkhapa
- Rhyacophila tsudai
- Rhyacophila tsurakiana
- Rhyacophila tsusimaensis
- Rhyacophila tucula
- Rhyacophila tungkorpa
- Rhyacophila tungpa
- Rhyacophila tupikana
- Rhyacophila uchidai
- Rhyacophila ugyenpa
- Rhyacophila ulmeri
- Rhyacophila uncata
- Rhyacophila ungulata
- Rhyacophila unimaculata
- Rhyacophila unipunctata
- Rhyacophila urgl
- Rhyacophila vaccua
- Rhyacophila vaefes
- Rhyacophila vagrita
- Rhyacophila vallei
- Rhyacophila valuma
- Rhyacophila vandeli
- Rhyacophila wangpo
- Rhyacophila wanichacheewai
- Rhyacophila vao
- Rhyacophila vedra
- Rhyacophila velora
- Rhyacophila vemna
- Rhyacophila verecunda
- Rhyacophila vernestril
- Rhyacophila verrula
- Rhyacophila verugia
- Rhyacophila vetina
- Rhyacophila vibox
- Rhyacophila vicina
- Rhyacophila viduata
- Rhyacophila willametta
- Rhyacophila viquaea
- Rhyacophila visor
- Rhyacophila vobara
- Rhyacophila vocala
- Rhyacophila voccia
- Rhyacophila vofixa
- Rhyacophila wolongensis
- Rhyacophila vranitzensis
- Rhyacophila vulgaris
- Rhyacophila wuyanensis
- Rhyacophila wuyiensis
- Rhyacophila vuzana
- Rhyacophila xayide
- Rhyacophila yamanakensis
- Rhyacophila yamazakii
- Rhyacophila yarlungpa
- Rhyacophila yigrongpa
- Rhyacophila yipung
- Rhyacophila yishepa
- Rhyacophila yonggyapa
- Rhyacophila yora
- Rhyacophila yoshinensis
- Rhyacophila yosiiana
- Rhyacophila yukii
- Rhyacophila yullha
- Rhyacophila zhiltsovae
- Rhyacophila zhungpa
- Rhyacophila zwickorum